# Fließau
Fließau ist ein Ortsteil der Gemeinde Zernien in der Samtgemeinde Elbtalaue, die zum niedersächsischen Landkreis Lüchow-Dannenberg gehört. Das Dorf liegt vier Kilometer südöstlich vom Kernbereich von Zernien.

## Geschichte
Die erste urkundliche Erwähnung findet sich im Lüneburger Schatzregister für das Jahr 1450 unter dem Namen Flizauw, im slawischen mit der Bedeutung „Ort bei einer Kahlen Stelle“.
Am 1. Juli 1972 wurde Fließau in die Gemeinde Zernien eingegliedert.

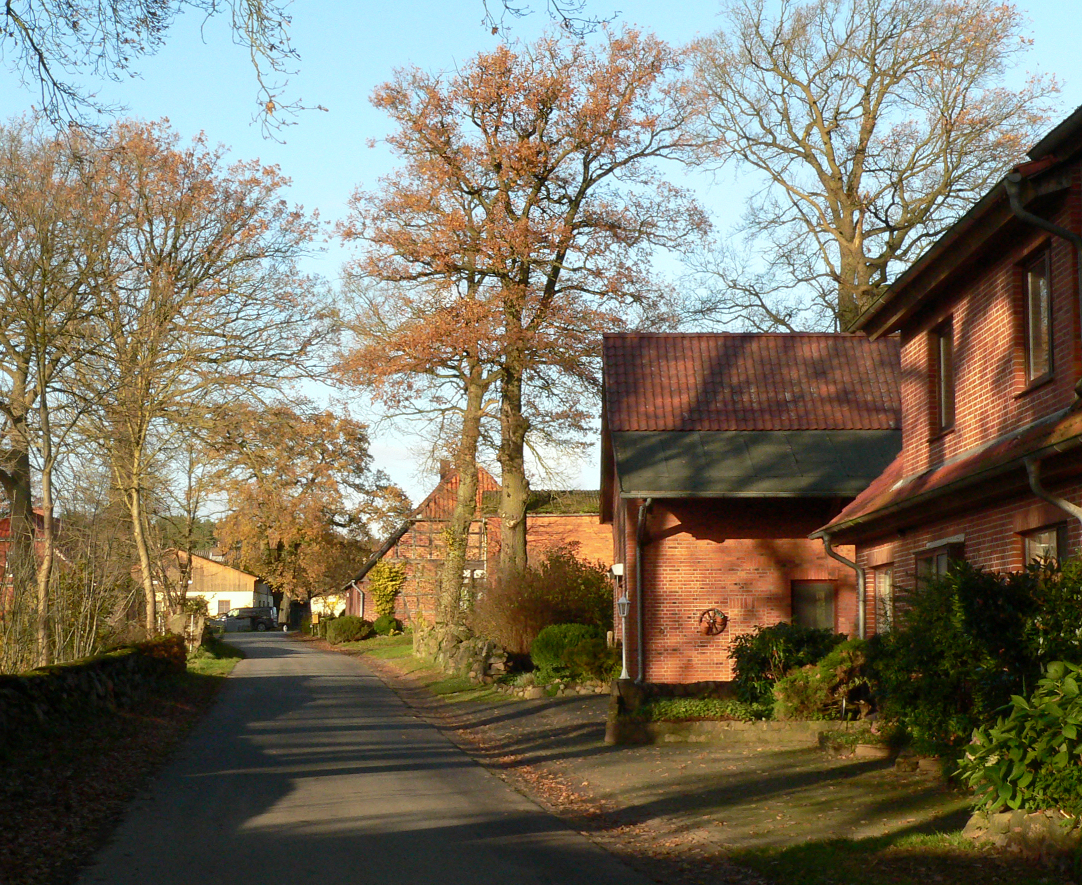
Straßenansicht
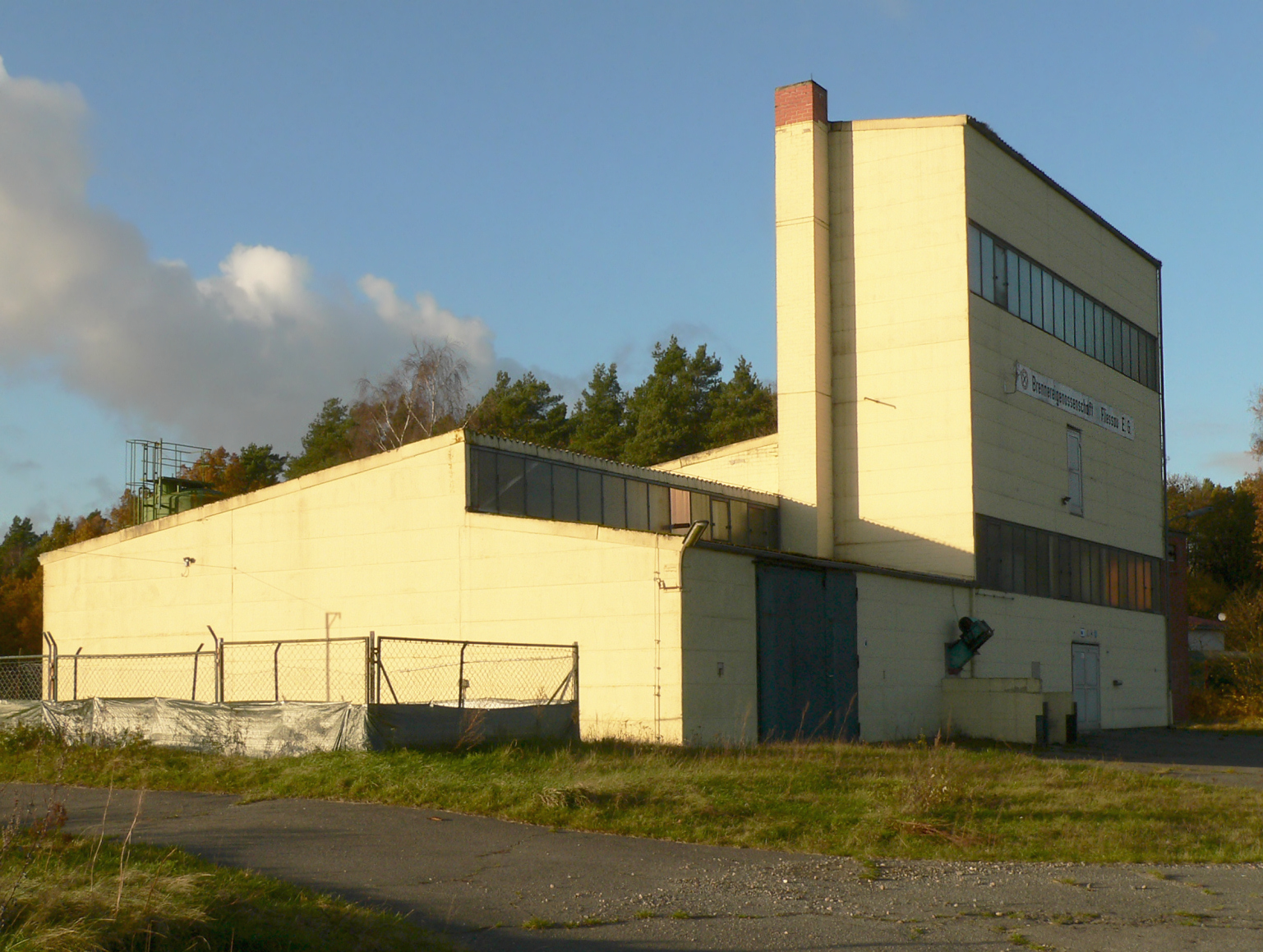
Brennerei in Fließau